# Пилчаста стрічка

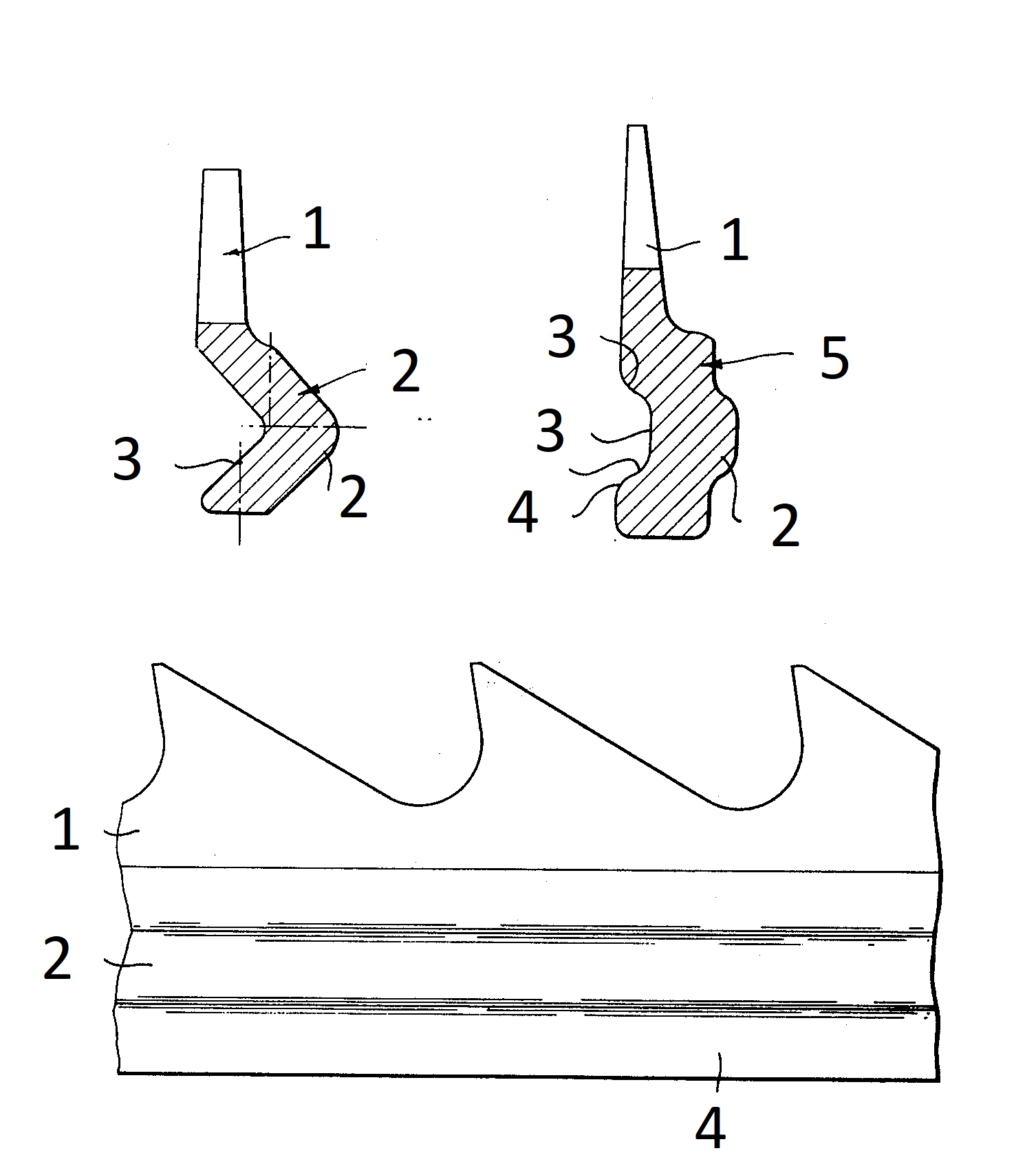
Пилчаста стрічка. Зображено вигляд збоку (внизу) та в розрізі (два типи). 1 — зуби, 2 — виступ для з'єднання двох витків стрічки, 3 — западина для виступу сусіднього витка, 4 — основа, 5 — плече, що регулює відстань між витками.

Пилчаста стрі́чка — зубчаста сталева стрічка для чесання волокнистих матеріалів. Витки гнучкої стрічки з м'якої сталі щільно намотуються на барабан чесальної машини. Для збільшення довговічності зубці стрічки гартують.
Стрічка виглядає як пилка заввишки 3,5-4 мм з висотою зуба 1,2-2,3 мм і кроком також 1,2-2,3 мм, товщиною біля основи 0,7-1,2 мм. Кут нахилу зубців варіює від 65-70° для стрічки, призначеної для знімного барабана чесальної машини, до 75-80° для стрічки головного барабана. Характеристики пилчастої стрічки регулює міжнародний стандарт ISO 5324.
Ціліснометалеве обтягнення барабанів винайдено ще в XIX столітті. Виробництво пилчастої стрічки вперше розпочав 1904 року завод Платт у місті Рубе у Франції.